# Manegold von Neuenburg

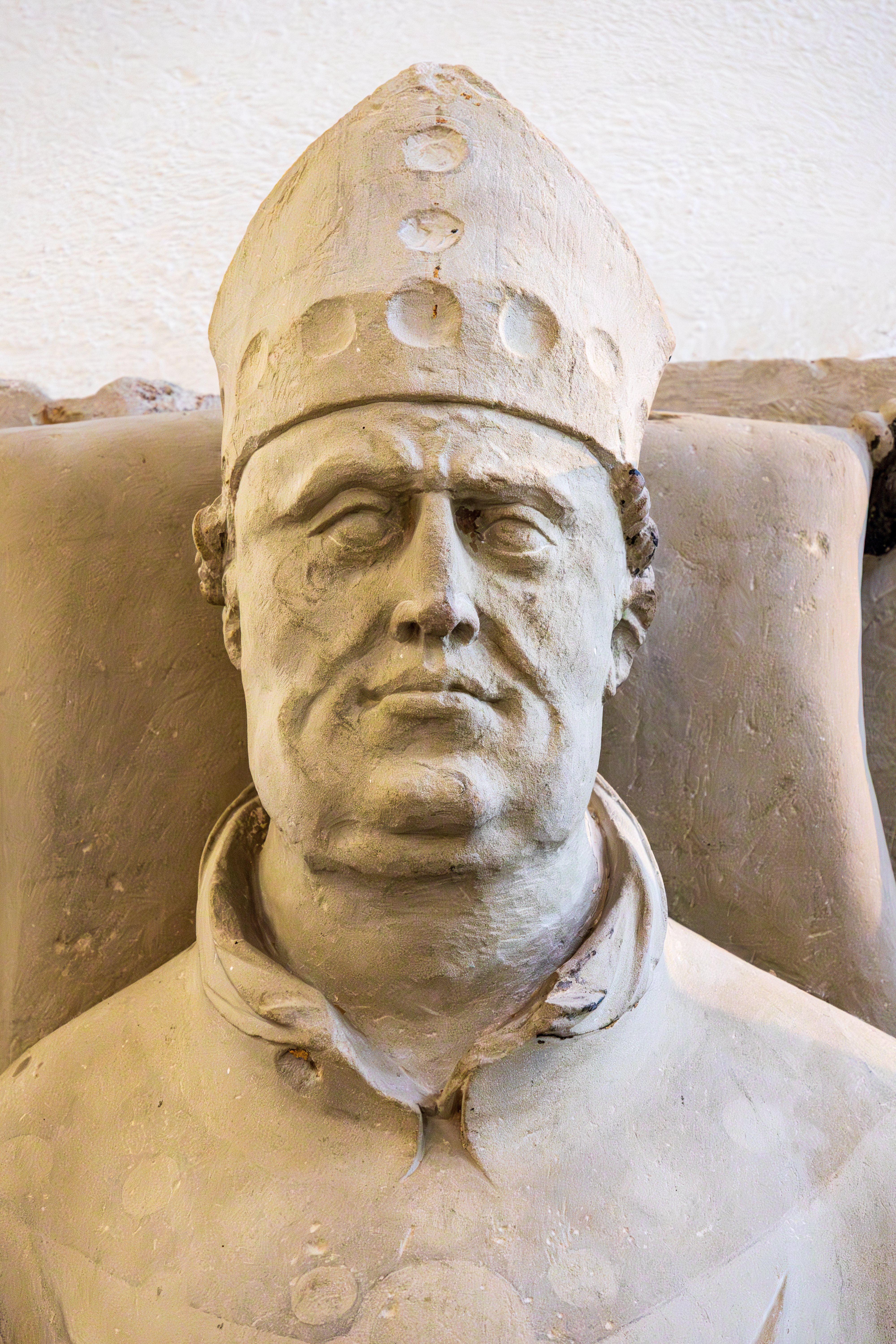
Darstellung des Bischofs auf seinem Epitaph

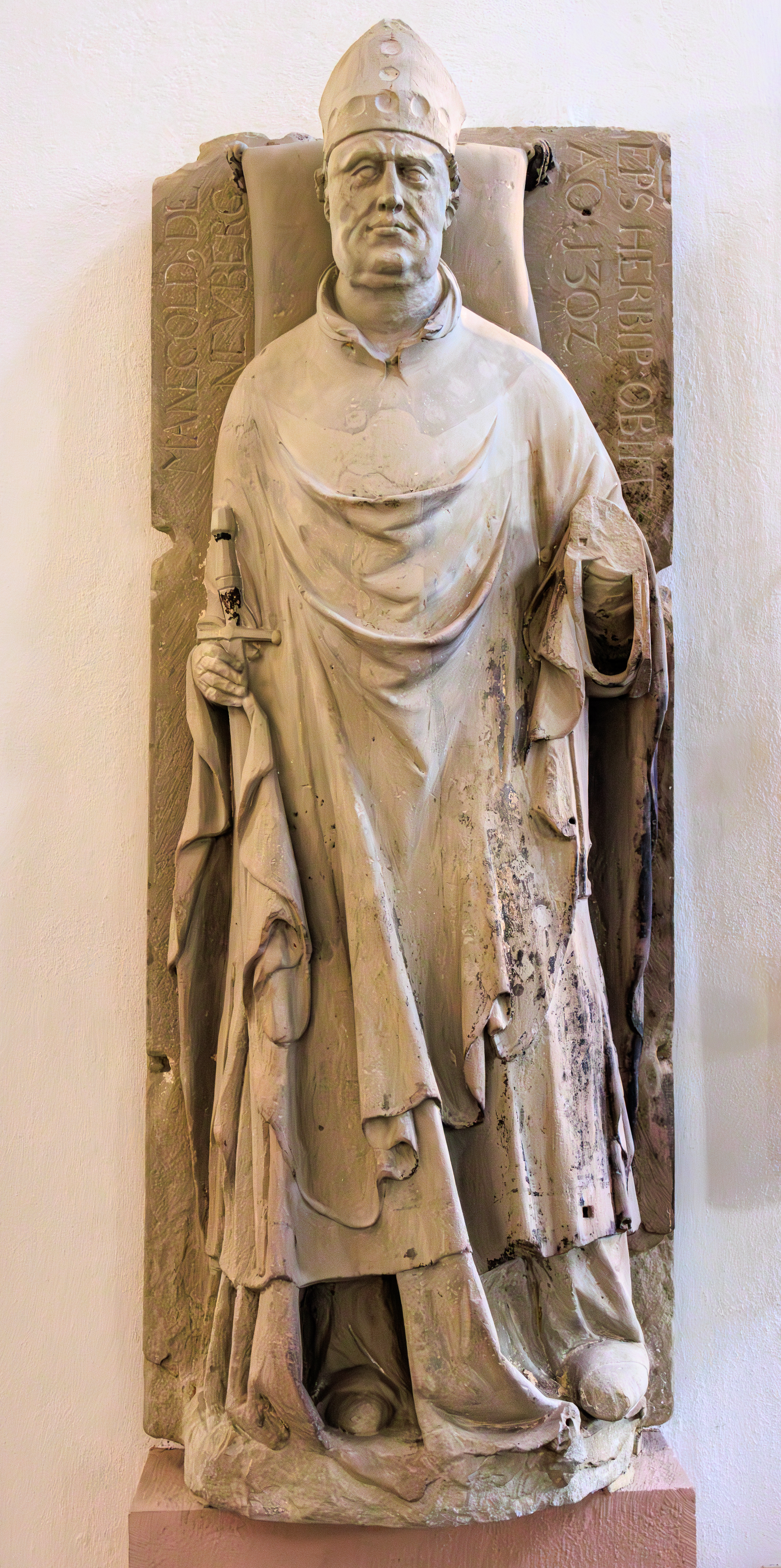
Manegold von Neuenburg, Epitaph im Würzburger Dom
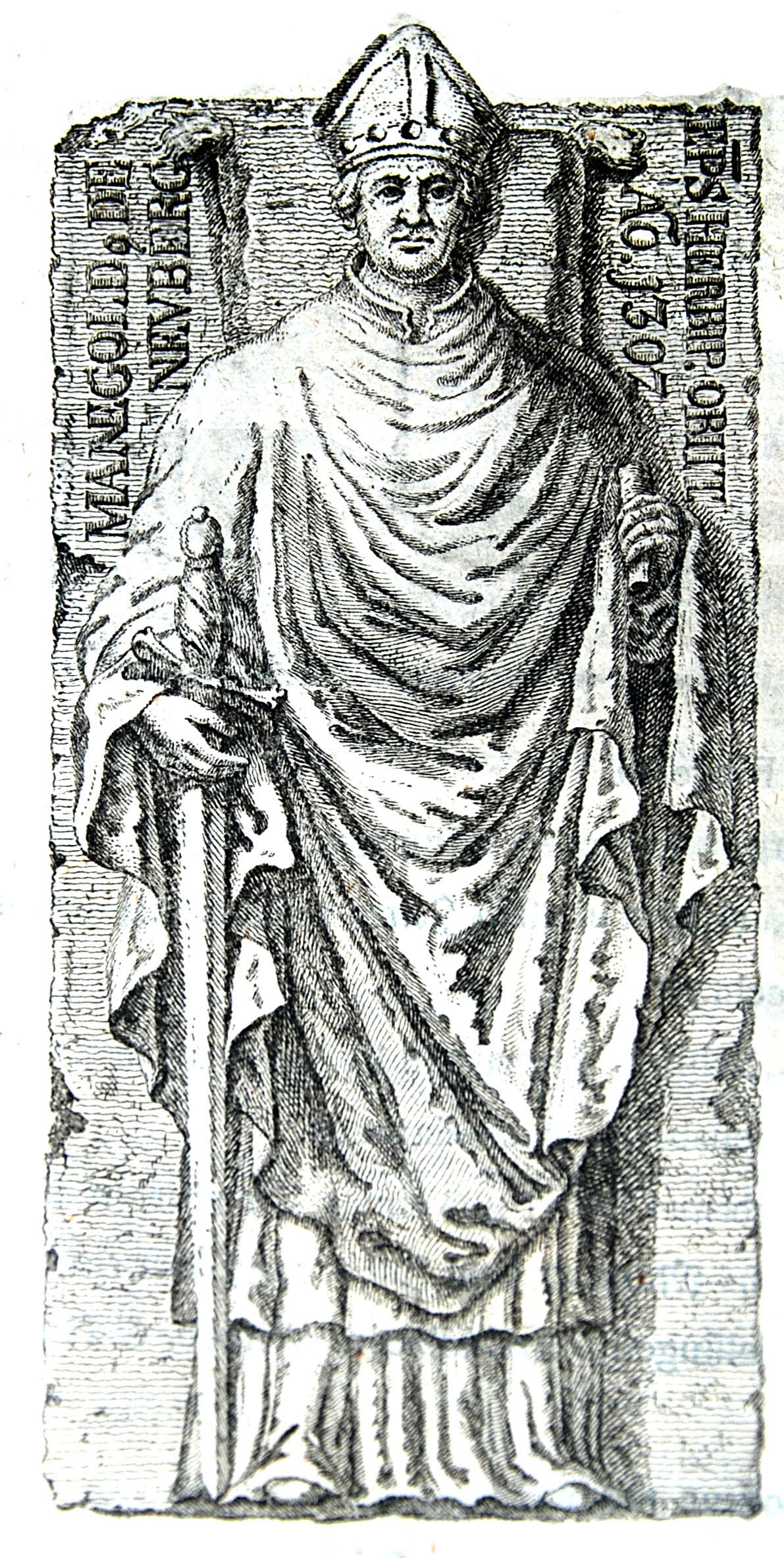
Manegold von Neuenburg nach Johann Octavian Salver, 1775

Manegold von Neuenburg († 12. Juli 1303 in Würzburg) war Bischof von Bamberg 1285–1286 und Bischof von Würzburg 1287–1303.

## Leben
Manegold von Neuenburg wurde im unterfränkischen Burglauer als Sohn des ansässigen Geschlechtes derer „von Lure“ auf Burg Lure geboren.
Am 17. Mai 1285, noch am Todestag seines Vorgängers Berthold Graf von Leiningen, wurde er zum Bischof von Bamberg erwählt. Manegold reiste nach Rom, wohl, um dort die Bischofsweihe zu empfangen. Er trat aus unbekannten Gründen vom Bischofsamt in Bamberg zurück.
Manegold von Neuenburg erhielt dann 1287 den Bischofsstuhl von Würzburg. Für das Bistum gelangen ihm wesentliche Neuerwerbungen: Von der Witwe Adelheid, Frau des Grafen Hermann II. von Henneberg, kaufte er 1292 die Burg Thüngen. Vom kinderlosen Grafen Konrad von Wildberg erhielt er 1298 die Hälfte der Burg Wildberg (bei Bad Königshofen im Grabfeld) und Teile der zugehörigen Herrschaft. Außerdem kaufte er 1300 Burg und Herrschaft Zabelstein. Er befestigte das Gebiet auch durch die Förderung der Städte und den Ausbau ihrer Verteidigungsanlagen, so engagierte und bevollmächtigte Manegold im Jahr 1293 für Iphofen den Juden Michelmann, der – vergleichbar einem Lokator – die Stadtbefestigung vornehmen sollte.
Leibarzt des Bischofs war ein von 1301 bis 1312 urkundlich nachweisbarer Magister Berngerus.
Er starb als Bischof von Würzburg am 12. Juli 1303. Hinweise auf das Bischofsgrab im Würzburger Dom finden sich bei Lorenz Fries und Johann Octavian Salver. Eine Herz-Sepultur im Kloster Ebrach wird ihm zugeordnet.